# España directo
España directo (ED) fue un magacín de actualidad con múltiples conexiones en directo emitido a través de La 1 de Televisión Española de lunes a viernes de 19:30 a 20:30 horas. En él se trataban temas de actualidad como sucesos, fiestas, cultura, curiosidades, gastronomía y se prestaba una gran atención al mundo rural.
En el programa trabajaron más de 100 profesionales con delegaciones en Galicia, Cantabria, Cataluña, Comunidad Valenciana, Granada y Sevilla. Además, cada tarde, un equipo de reporteros realizaba un recorrido por distintas ciudades y pueblos de España para contar en directo lo que está pasando con un lenguaje cercano.
El programa inició sus emisiones el 6 de julio de 2005, presentado por Pilar García Muñiz o Mercedes Torre, que eran sustituidas en ocasiones por Beatriz Simó , Samanta Villar y María Ibáñez. Tenía también emisiones el domingo por la tarde. No obstante, fue cancelado el 30 de junio de 2011. Tras dos años, la cadena decidió recuperar el formato desde el 15 de julio de 2013 con Marta Solano al frente y con Miriam Moreno y Renata Rota como presentadoras sustitutas. 
A partir del 15 de septiembre de 2014, el programa pasó a ser presentado por Sandra Daviú y Roberto Leal, hasta el 29 de mayo de 2015 y desde el 1 de junio de 2015 al 2 de noviembre de 2018, Roberto Leal presenta en solitario. Desde el 5 de noviembre del mismo año, Diego Losada y Ana Ibáñez tomaron las riendas del formato, aunque Ibáñez conduce el programa en solitario desde el 30 de diciembre de 2019, momento en que su compañero se incorporó a La mañana.
Desde el 10 de mayo de 2021 hasta el 1 de julio de 2022, fecha de la cancelación del programa, Àngel Pons lo estuvo presentando junto con Ana Ibáñez.
Los bajos índices de audiencias cosechadas en las últimas temporadas, por debajo de la media de la cadena, propiciaron el final del programa, el 1 de julio de 2022

## Historia y etapas del formato

### Primera etapa (desde el 6-7-2005 hasta el 30-6-2011)
España directo comenzó su andadura en La 1 de TVE, el 6 de julio de 2005 con Pilar García Muñiz al frente del programa que se emitía de lunes a viernes de 18:00 a 19:30, dirigido por Ricardo Medina. La fórmula que había logrado el éxito en Telemadrid con Madrid directo desde 1993. Tras el verano, tiempo de rodaje y prueba del programa, en septiembre de 2005 fue renovado y se sumó a la oferta de las tardes de La 1; un año después, el 26 de noviembre de 2006, tras los buenos resultados de audiencia obtenidos comenzó la edición dominical del programa, que duraba cerca de tres horas, desde las 18:00 hasta las 21:00, y que estaba presentada por Mercedes Torre, reportera hasta entonces y sustituta de Pilar en algunas ocasiones.
El programa celebró sus 500 programas con una rueda de prensa en el plató.
El 2 de enero de 2008, tras dos años y medio en antena, España directo estrenó plató, con un cambio de decorado, trasladándose desde el Estudio 5 al Estudio 2 de Prado del Rey; también estrenó línea gráfica y cabecera; eso sí la música característica del programa se mantuvo. En esta nueva etapa se optó por los colores naranjas y blancos, abandonando el rojo y marrón que además del naranja y el blanco habían predominado en la primera etapa. 
Después de dirigirlo durante mil programas y convertirlo en líder de las tardes, Jorge Pérez Vega tomó el relevo a Ricardo Medina en enero de 2009.
Desde el mes de abril de 2011, se introdujeron más medios técnicos y humanos de TVE para reducir la factura que Televisión Española paga por el programa a la productora Mediapro.
El 11 de mayo de 2011, las imágenes en directo del derrumbamiento del campanario de una iglesia en Lorca tras la segunda réplica del terremoto sufrido ese mismo día dieron la vuelta al mundo, el reportero, Julio Muñoz Gijón, junto a Mercedes Torre, relató en directo la catástrofe natural que azotó al pueblo murciano; ese día el programa duró tres horas en directo desde Lorca. Al día siguiente todo el equipo del programa se desplazó hasta Lorca y un equipo de cuatro reporteros del programa encabezados por su presentadora Mercedes Torre, narraron la situación del pueblo 24 horas después del terremoto.
El 15 de junio de 2011, el Consejo de Administración de RTVE, aprobó poner fin al magacín de actualidad tras varios meses de debate sobre su continuidad con medios propios o su cancelación. El formato de Mediapro, dijo adiós «con la mejor de nuestras sonrisas» el 30 de junio de 2011 para ser sustituido por telenovelas y otros espacios. Así se despidió.

### Segunda etapa (desde el 15-7-2013 hasta el 1-7-2022)
El 15 de julio de 2013, Televisión Española decidió recuperar el formato de España directo para tratar de mejorar los datos de las tardes de La 1. El formato se reestrenó presentado por Marta Solano y Albert Barniol, aunque al poco tiempo, este dejó el programa. Marta Solano era sustituida en ocasiones por Miriam Moreno o Renata Rota.
Su horario era de 18:30 a 20:15 en La 1 de TVE, aunque posteriormente fue adaptando su horario de 19:00 a 20:30.
En verano de 2014, Marta Solano inició sus vacaciones, siendo sustituida por Renata Rota. Sin embargo, aunque todo apuntaba que Marta se reincorporaría al programa en septiembre, los  Informativos de Televisión Española la reubicaron en el área de deportes del Telediario. De este modo, la cadena fichó a Roberto Leal y Sandra Daviú para hacerse cargo de España directo desde el 15 de septiembre de 2014. Además, aunque el programa mantuvo su espíritu informativo, incorporó algunas secciones con colaboradores, entre ellas, Begoña Villacís en la parte de actualidad y sucesos y Pedro Santos en una sección de zapping.
El 18 de mayo de 2015, el programa aumenta su horario y se renueva con nuevos contenidos y colaboradores como Inés Paz y el cocinero Sergio Fernández. Por otra parte, Sandra Daviú abandonó el programa el 29 de mayo de 2015 por baja maternal, aunque parecía que iba a regresar, abandonó el programa para centrarse en la presentación de La suerte en tus manos en La 2, desde finales de septiembre de 2015.
El 2 de noviembre de 2018, Roberto Leal abandonó el programa para centrarse en otros proyectos de entretenimiento en la cadena pública como Operación Triunfo o La mejor canción jamás cantada. Por lo tanto, desde el 5 de noviembre del mismo año, el programa fue presentado por Diego Losada y Ana Ibáñez, en horario de 19:25 a 20:00, de lunes a viernes en La 1 de Televisión Española. Sin embargo, Losada pasó a copresentar La mañana desde el 30 de diciembre de 2019, por lo que Ibáñez presentó en solitario el programa desde entonces. Asimismo, el espacio fue modificando su horario y su duración debido a diferentes reestructuraciones de la franja vespertina del canal.
El 1 de julio de 2022 finalizó sus emisiones, siendo cancelado de nuevo nueve años después de su regreso.

## Equipo de reporteros y reporteras

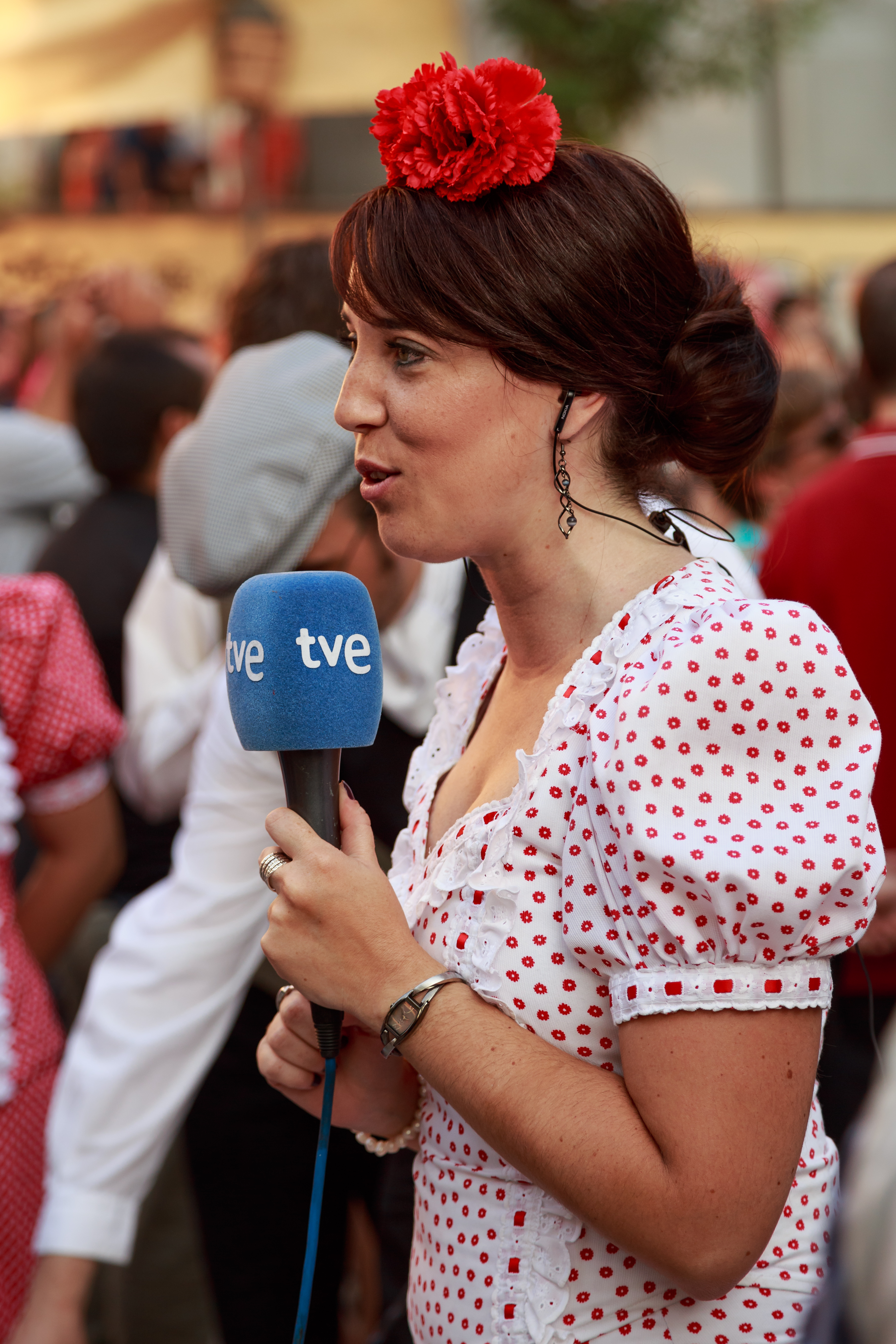
Sandra Muñoz interviniendo en vivo en el programa.

### Primera etapa (desde el 6-7-2005 hasta el 30-6-2011)
- Sara Lozano
- Carlos Cachafeiro
- Pau Cavaller
- Enric Company
- Concha Crespo
- Ricard Chicot
- Samanta Villar
- Mireia G.ª Sande
- Carmen González
- María Ibáñez
- Rebeca Marín
- Itxaso Mardones
- Quique Morales
- Germán Martínez
- Alberto Matabuena
- Roberto Leal
- Carla Medina
- Julio Muñoz Gijón
- Rebeca Ortega
- Pepa Peláez
- Jorge Pérez Luque
- Emilio Pineda
- Cristina Romacho
- Pepa Rovira
- Joana Saldón
- Verónica Serrano
- Beatriz Simó
- Quico Taronjí
- Juan Terol
- José Yélamo

### Segunda etapa (desde el 15-7-2013 hasta el 1-7-2022)
- Chus Álvarez (4/2016-7/2022)
- Tamara Álvarez (1/2014-4/2015)
- Itziar Acosta (2/2019 y 3/2020-7/2022)
- Mario Adell (5/2021-7/2022)
- Tania Archilla (1/2021-7/2022)
- Fernando Ballesteros (2/2017-7/2022)
- Marta Baltar (1/2018-4/2018, 11/2018-12/2019 y 5/2021-7/2022)
- Arancha Bello
- Sara Bravo (12/2015-6/2019)
- Odei Cachero (9/2019-1/2020 y 10/2020-7/2022)
- Gemma Camacho (6/2017-11/2017 y 2/2018-7/2022)
- María Castelo (10/2018-3/2019)
- Claudia Cid (11/2018-2/2020)
- María Cuesta (6/2017-9/2017)
- Tino Cueto
- Jessica Déniz (-11/2014)
- Imanol Durán
- Mawi Durán (2/2018-8/2018 y 9/2019-7/2022)
- Raquel Falcón (9/2018-7/2022)
- José Carlos Fernández (9/2017-11/2020)
- Sergio Fernández
- Rosa Frasquet (9/2019-7/2022)
- Olivia Freijo (1/2019-6/2019 y 7/2020-7/2022)
- Jennifer Jañez (12/2016-3/2017)
- Xoán Leiro (-2/2018, 5/2018-12/2018 y 4/2019-7/2022)
- Patricia Liste (12/2016-9/2017, 1/2018-9/2018 y 2/2019-7/2020)
- Laura Lobo (4/2019-7/2022)
- María Manzano (10/2019-7/2022)
- Luis Márquez (7/2016-8/2016)
- Marta Medina (1/2016-10/2016 y 9/2018-7/2022)
- Guadalupe Megías (8/2018-7/2022)
- Fátima García Mochales (9/2016-2/2019)
- Silvia Ruiz Montoya (11/2019-2/2020)
- Miriam Moreno
- Sandra Muñoz (-10/2017)
- Jesús Navarro (12/2020-7/2022)
- Rubén Ortega (9/2020-7/2022)
- Eli Ortiz (4/2016-8/2016)
- Daría Pedraz (1/2020)
- Ainara Pérez (10/2019-12/2019)
- Àngel Pons (9/2019-4/2021)
- Rafa Posadas (9/2016-presente)
- Ana Prada (-9/2019 y 3/2020-7/2022)
- Raúl Prieto (6/2021-7/2022)
- Alba González Prieto (12/2019-7/2022)
- Nuria Ramos (10/2019-7/2022)
- Sara Rancaño (9/2013-10/2017 y 6/2018-8/2018)
- Sergio Recio (5/2020-8/2020 y 5/2021-7/2022)
- Luis Renes (12/2019-3/2020)
- Cecilia Revuelta (2013-7/2022)
- Laura G. Rojas (-10/2019 y 10/2020)
- Ángela García Romero (5/2021-7/2022)
- Renata Rota (-8/2018)
- Beatriz Sainz (4/2020-7/2020)
- Marina Sala (1/2019-2/2020 y 5/2021)
- Lucía Pérez Sanagustín (-9/2017 y 2/2018-8/2019)
- Déborah Sebastián (5/2021-7/2022)
- Evelyn Segura (5/2021-7/2022)
- María Signes (4/2019-9/2019)
- Natalia Sprenger (5/2021-7/2022)
- Luis Vedia (-10/2018)
- Álvaro Valadés (5/2021-7/2022)
- Sonsoles Villanueva
- Helena Villar (8/2013-11/2014)
- Xavi Cabezas (5/2021-9/2021)

## Estructura
Se trataba de una sucesión de reportajes de actualidad, denuncias de los espectadores, fiestas, tradiciones populares y conexiones en directo con tertulia entre los reporteros del programa y los presentadores. Además, había un espacio de cocina que contaba con recetas sencillas y económicas elaboradas desde diferentes restaurantes españoles y en ocasiones también cocinaban con famosos o con gente anónima desde sus casas.

## Audiencias

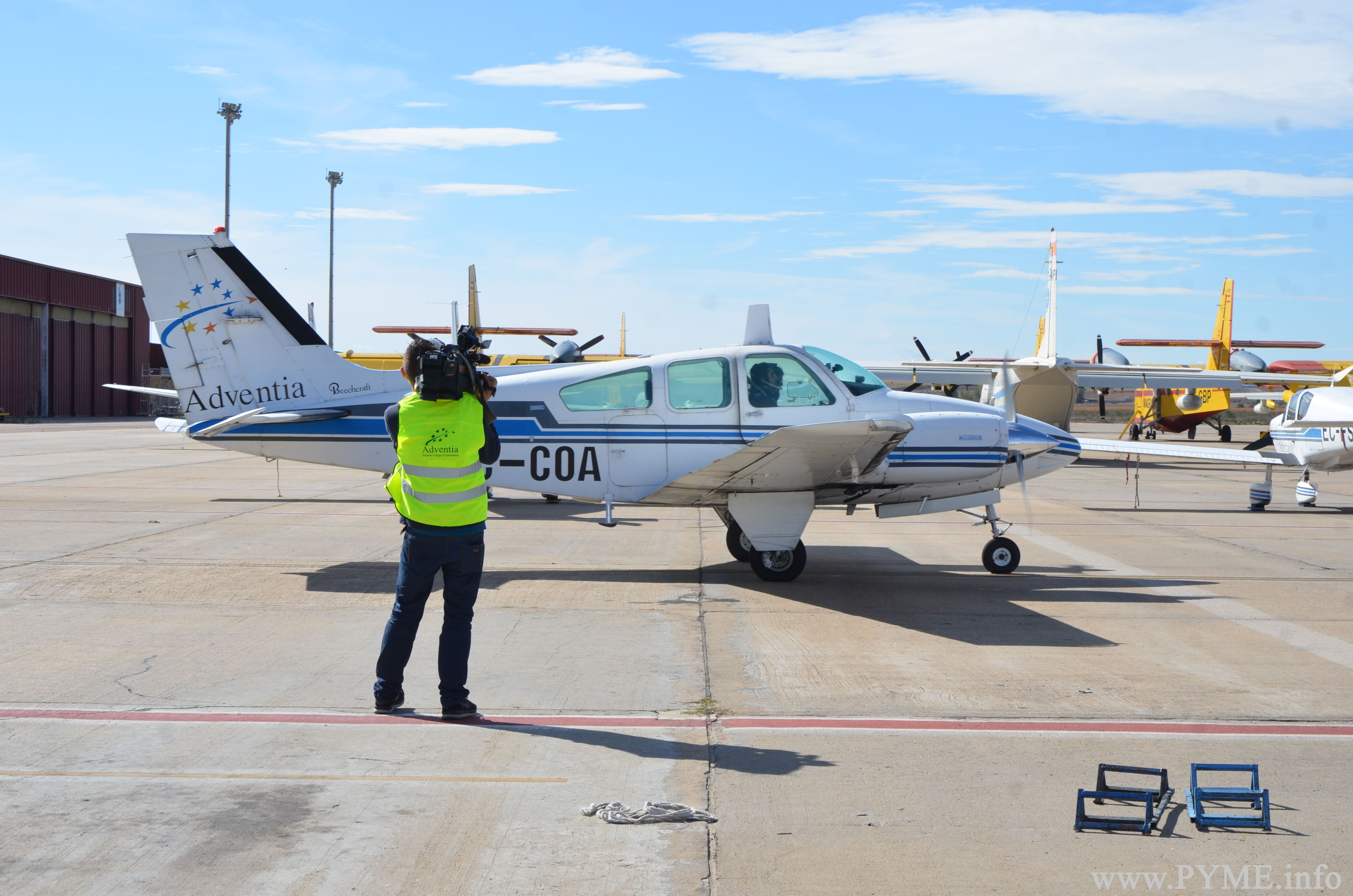
Cámara del programa en el aeropuerto de Salamanca haciendo un reportaje en 2019

- La audiencia media durante las seis primeras temporadas (2005-2011), fue de 1 454 000 y 16,7 %.[18]

| Temporada | Estreno | Final | Audiencia media | Audiencia media   | Duración media por programa | Horario     |
| Temporada | Estreno | Final | Espectadores    | Cuota de pantalla | Duración media por programa | Horario     |
| --------- | ------- | ----- | --------------- | ----------------- | --------------------------- | ----------- |
| 1.ª etapa |         |       |                 |                   |                             |             |
| 1.ª       | 2005    | 2006  | 1.406.000       | 18,1%             | 55 min.                     | 18:00-19:30 |
| 2.ª       | 2006    | 2007  | 1.534.000       | 18,6%             | 102 min.                    | 18:20-20:00 |
| 3.ª       | 2007    | 2008  | 1.529.000       | 17,9%             | 95 min.                     | 18:25-20:00 |
| 4.ª       | 2008    | 2009  | 1.541.000       | 17,2%             | 117 min.                    | 18:05-20:00 |
| 5.ª       | 2009    | 2010  | 1.484.000       | 15,7%             | 92 min.                     | 18:30-20:00 |
| 6.ª       | 2010    | 2011  | 1.232.000       | 12,7%             | 98 min.                     | 18:20-20:00 |
| 2.ª etapa |         |       |                 |                   |                             |             |
| 7.ª       | 2013    | 2014  | 680.000         | 6,6%              | 102 min.                    | 18:50-20:30 |
| 8.ª       | 2014    | 2015  | 607.000         | 5,9%              | 59 min.                     | 19:30-20:30 |
| 9.ª       | 2015    | 2016  | 748.000         | 7,0%              | 43 min.                     | 19:45-20:30 |
| 10.ª      | 2016    | 2017  | 997.000         | 9,7%              | 59 min.                     | 19:30-20:30 |
| 11.ª      | 2017    | 2018  | 982.000         | 8,9%              | 54 min.                     | 19:35-20:30 |
| 12.ª      | 2018    | 2019  | 729.000         | 7,0%              | 62 min.                     | 19:30-20:30 |
| 13.ª      | 2019    | 2020  | 745.000         | 6,6%              | 64 min.                     | 19:25-20:30 |
| 14.ª      | 2020    | 2021  | 742.000         | 6,5%              | 30 min.                     | 20:00-20:30 |
| 15.ª      | 2021    | 2022  | 710.000         | 7,1%              | 55 min                      | 19:35-20:30 |

### Secciones de la primera etapa (06-07-2005 a 30-06-2011)
- Recetas
- Denuncias
- Reportajes
- Escapadas
- Ahorra

### Secciones de la segunda etapa (15-07-2013 a 01-07-2022)
- Reportajes
- Fiestas
- Escapadas
- Recetas
- La ciencia de España directo

## Indicios de plagio de formato
Telemadrid presentó una demanda contra TVE al ver indicios de que este programa era idéntico al emitido en Telemadrid bajo el nombre Madrid directo. El Juzgado de lo Mercantil número 6 de Madrid dictó una sentencia en la que condenó a Televisión Española y Mediapro a cesar la emisión y producción, respectivamente, del programa en el ámbito de la Comunidad de Madrid al observar que el programa presentaba un formato idéntico. La demanda fue finalmente retirada al alcanzar un acuerdo Telemadrid, Televisión Española y Mediapro.

### Tarde Directo
El programa siguió desde el 11 de julio de 2011 hasta el 23 de septiembre de 2011, en La Sexta, bajo el nombre de Verano Directo y presentado desde los estudios centrales de La Sexta por Cristina Villanueva. El formato contó con buena parte del equipo del extinto entonces España directo.
Durante las primeras dos semanas el programa se emitía desde las 15:25 hasta las 17:10 horas. Más tarde, el programa pasó a emitirse de 18:00 a 20:00 horas. 
Tras el final del verano, desde del 5 de septiembre del mismo año, el programa cambió de nombre y de hora. Se convirtió en Tarde Directo y se emitió entre las 18:00 y las 19:30 horas. El programa fue finalmente cancelado por baja audiencia y emitió su último programa el viernes 23 de septiembre.

## Reconocimientos
A continuación, se detallan alguno de los premios recibidos por el programa.
- Aicor a la mejor labor periodística.
- 2008: Alimentos de España.
- 2008: Torta del Casar.
- 2008: Foro del espectador a mejor magazine.
- Hortelano de Tudela.
- 2009: TP de Oro al mejor magazine.
- 2017: Premio nacional al mejor programa de divulgación de la cultura y gastronomía.
- 2018: Premio "Alegría de vivir" al mejor magazine de actualidad.

## Vídeos
- Últimos minutos de España directo
- Grafismo y sintonía de España directo
- Cabecera de España directo
- 1000 programas de España directo
- Cabecera de España directo por los 300 programas
- Feliz 2011
- Homenaje a nuestros reporteros
- Cumplimos 5 años
- Así se hace España directo
- Todos los programas desde 2008